# Max Fritsch (Politiker, 1903)
Max Fritsch (* 20. Dezember 1903 in Weißstein; † 6. Januar 1962) war ein deutscher Gewerkschafter und Politiker (SED). Er war Abgeordneter der Volkskammer und Staatssekretär in der DDR.

## Leben
Fritsch, Sohn eines Bergarbeiters, wurde nach dem Besuch der Volksschule Landarbeiter und Bergmann. Er wurde 1919 Mitglied des Bergarbeiter-Verbandes, 1922 des KJVD und 1923 der KPD. Im Ruhrgebiet arbeitete er im Bergbau und wurde zum Betriebsratsmitglied gewählt. Er nahm an den Ruhrkämpfen teil und wurde in einem französischen Militärgefängnis inhaftiert. Er beteiligte sich an der Organisierung von Streiks und wurde 1928 aus dem Bergarbeiter-Verband ausgeschlossen. Auf  Grund seiner guten propagandistischen Fähigkeiten wurde er 1931 in die Redaktion der KPD-Zeitung Ruhr-Echo berufen. Er war zeitweise Leiter der Dortmunder Lokalredaktion.
Nach 1933 leistete er illegale Arbeit für die KPD im Ruhrgebiet, wurde 1934 verhaftet und wegen „Vorbereitung zum Hochverrat“ zu zwei Jahren Gefängnis verurteilt. Die Haft verbrachte er im Straflager Abelitzmoor in Ostfriesland. Nach seiner Entlassung 1936 arbeitete er wieder als Bergmann in Schlesien und leistete erneut illegale Widerstandsarbeit.
Nach dem Krieg wurde er erneut Mitglied der KPD und nahm an einem Lehrgang an einer  SMA-Schule in Oberschlesien teil. Anschließend erfolgte seine Übersiedlung in die  Sowjetische Besatzungszone. Er wurde Mitglied der SED und des FDGB. Von 1945 bis 1949 war 1. Vorsitzender der IG Bergbau im Land Sachsen-Anhalt und von April 1949 bis Mai 1951 als Nachfolger von Paul Lähne 1. Vorsitzender des Zentralvorstandes der Industriegewerkschaft Bergbau. Von Mai 1949 bis Juni 1955 war er Mitglied des FDGB-Bundesvorstandes. Von Oktober 1950 bis 1954 gehörte er als Mitglied der FDGB-Fraktion der Volkskammer an. Im Mai 1951 wurde er als Nachfolger von Gustav Sobottka zum Leiter der Hauptabteilung Kohle des Ministeriums für Schwerindustrie ernannt. Anfang November 1951 wurde er vom Ministerrat der DDR zum Staatssekretär für Kohle und Energie mit eigenem Geschäftsbereich berufen und am 5. November 1951 vom Präsidenten der DDR, Wilhelm Pieck, vereidigt. Später machte man ihn für Engpässe in der Energieversorgung verantwortlich. Im Januar 1953 wurde gegen ihn eine Parteistrafe verhängt. Im April 1953 entzog man ihm das Ressort für Energie und berief Heinz Adler als 1. Stellvertreter des Staatssekretärs im neugeschaffenen Staatssekretariat für Energie. Fritsch amtierte dann als Staatssekretär für Kohle bis zu seiner Entbindung von der Funktion im März 1954. Anschließend war er bis zu seinem Tode stellvertretender Chefredakteur und Mitglied des Redaktionskollegiums der Wochenzeitung Die  Wirtschaft.

## Auszeichnungen
- 1951 Medaille für Verdienste um das Grubenrettungswesen
- Aktivist des Fünfjahrplanes
- 1958 und 1959  Medaille für ausgezeichnete Leistungen
- Medaille für die Teilnahme an den bewaffneten Kämpfen der deutschen Arbeiterklasse in den Jahren 1918 bis 1923
- 1958 Medaille für Kämpfer gegen den Faschismus 1933 bis 1945
- 1960 Fritz-Heckert-Medaille